# Colorazione del dominio

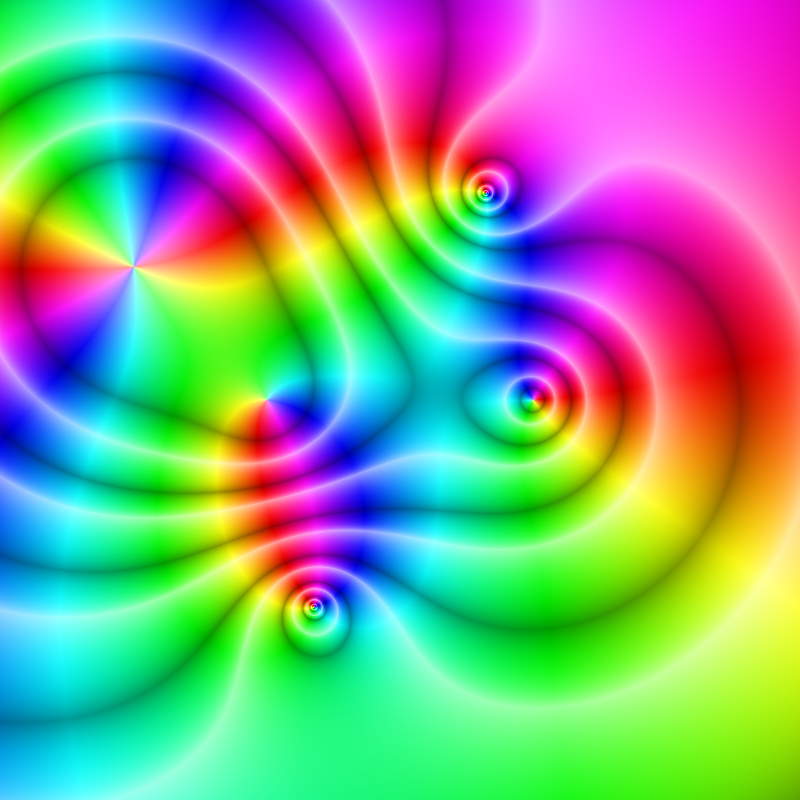
Colorazione del dominio della funzione

La colorazione del dominio è una tecnica per la visualizzazione grafica di una funzione di variabile complessa. L'espressione "colorazione del dominio" (domain coloring nell'originale in lingua inglese) è stata coniata da Frank Farris intorno al 1998. In precedenza sono stati fatti diversi usi del colore per visualizzare le funzioni complesse, solitamente mappando la fase dell'argomento alla tonalità. La tecnica dell'utilizzo di colori continui per mappare punti dal dominio al codominio o al piano delle immagini è stata usata nel 1999 da George Abdo and Paul Godfrey e griglie di colori sono state usate da Douglas Arnold nel 1997.

## Motivazione
Una funzione reale {\displaystyle f:\mathbb {R} \rightarrow {}\mathbb {R} } ha sia il dominio sia il codominio contenuti in spazi a una dimensione reale, quindi può essere rappresentata con un grafico a due dimensioni su un piano cartesiano. Il grafico di una funzione di variabile complessa a valori complessi {\displaystyle g:\mathbb {C} \rightarrow {}\mathbb {C} } appartiene ad uno spazio a due dimensioni complesse, ciascuna delle quali è rappresentata da un piano reale (spazio di dimensione due), quindi il grafico è un oggetto che ha quattro dimensioni reali. Questo fatto rende difficile rappresentarlo in uno spazio tridimensionale. Per le funzioni olomorfe è possibile rappresentare la funzione con una superficie di Riemann.
Dato un numero complesso {\displaystyle z=re^{i\theta }}, la fase {\displaystyle \theta } può essere rappresentata dalla tonalità del colore e il modulo {\displaystyle r=|z|} dall'intensità o dalla variazione di intensità dello stesso. La scelta della tonalità è arbitraria, ma solitamente segue il cerchio cromatico.

## Esempio
L'immagine seguente raffigura la funzione seno complessa {\displaystyle w=\sin(z)} nella porzione di piano compresa tra {\displaystyle -2\pi } e {\displaystyle 2\pi } sull'asse reale e tra {\displaystyle -1.5} e {\displaystyle 1.5} sull'asse immaginario.